# Olessja Powch
Olessja Iwaniwna Powch (ukrainisch Олеся Іванівна Повх, engl. Transkription Olesya Ivanivna Povkh; * 18. Oktober 1987 in Dnipropetrowsk) ist eine ukrainische Sprinterin. Sie war Halleneuropameisterin über 60 Meter und Europameisterin mit der 4-mal-100-Meter-Staffel.

## Karriere
2010 wurde sie in der Halle über 60 Meter und im Freien über 100 Meter nationale Meisterin. Jeweils das Halbfinale erreichte sie bei den Hallenweltmeisterschaften in Doha über 60 Meter und bei den Europameisterschaften in Barcelona über 100 Meter. Als Startläuferin der ukrainischen Stafette gewann sie bei den Europameisterschaften zusammen mit Natalija Pohrebnjak, Marija Rjemjen und Jelysaweta Bryshina die Goldmedaille in der 4-mal-100-Meter-Staffel. Außerdem wurde sie in diesem Jahr mit der Staffel Dritte bei der Team-Europameisterschaft und Zweite beim Continental-Cup 2010
Bei den Halleneuropameisterschaften 2011 gewann Powch vor ihrer Landsfrau Marija Rjemjen die Goldmedaille über 60 Meter. Bei den Weltmeisterschaften im selben Jahr wurde sie mit der ukrainischen Staffel Dritte. Bei der Team-Europameisterschaft erreichte sie mit der Staffel den ersten und im Einzellauf den zweiten Platz.
2012 wurde Powch in Helsinki Vizeeuropameisterin. Auch die Staffel erreichte das Finale, dort ging allerdings der Stab verloren. Bei den Olympischen Spielen kurz darauf in London erreichte sie im Einzel das Halbfinale. Erfolgreicher verlief das Staffelrennen, bei dem die Ukrainerinnen mit neuem Landesrekord die Bronzemedaille gewannen.
Bei den Halleneuropameisterschaften 2017 in Belgrad gewann sie mit neuer Bestleistung die Silbermedaille über 60 Meter. Einen Tag vor Beginn der Weltmeisterschaften in London wurde sie und ihre Landsfrau Olha Semljak des Dopings überführt und ihr daraufhin ein Start untersagt. Powch wurde vom ukrainischen Verband für vier Jahre gesperrt. Im Berufungsverfahren vor dem Internationalen Sportgerichtshof unterlag Powch, der Beginn der Sperre wurde auf den 15. Juni 2016 festgesetzt. Auch alle Resultate ab diesem Datum wurden rückwirkend gelöscht, so dass ihr die Silbermedaille von den Halleneuropameisterschaften 2017 aberkannt wurde.

## Persönliche Bestzeiten
- 100 m: 11,08 s, 4. Juni 2012 in Jalta
  - 60 m (Halle): 7,10 s, 5. März 2017 in Belgrad (aberkannt wegen Dopings)
- 200 m: 22,58 s, 31. Mai 2011 in Jalta

## Ehrungen
Am 25. Juli 2013 wurde ihr vom ukrainischen Präsidenten Wiktor Janukowytsch der ukrainische Verdienstorden 3. Klasse für die Erreichung hoher Sportergebnisse auf der XXVII. Welt-Sommer-Universiade in Kasan verliehen.